# Nepenthes (Software)
Nepenthes ist eine sogenannte low interaction Honeypot-Software, die eine Emulation von bekannten Schwachstellen in Betriebssystemen, Anwendersoftware und Serversoftware zur Verfügung stellt. Sie wird seit 2009 nicht mehr weiterentwickelt, stattdessen existiert ein Nachfolgeprojekt Dionaea.
Die Software ist modular aufgebaut und besteht aus:
- Schnittstellen zur Emulation von Schwachstellen
- Schnittstellen zum Herunterladen von Dateien per Kommunikationsprotokollen
- Schnittstellen zur Emulation von Shellcode
- Schnittstellen zum Erzeugen von Events

Nepenthes kann als Daemon betrieben oder manuell gestartet werden und ermöglicht unter anderem auch das Sammeln von Malware, Viren und Trojanern. Im Vordergrund stehen Trojaner, Viren und Malware, die hauptsächlich verteilt werden, um eine Bildung von Botnetzwerken durchzuführen.
Der Name Nepenthes bezieht sich auf eine Gattung fleischfressender Pflanzen, den Kannenpflanzen, das Nachfolgeprojekt Dionaea ist nach den Venusfliegenfallen benannt.